# Antonio González Orozco
Antonio González Orozco (Chihuahua, 10 de maio de 1933 – Cidade do México, 10 de junho de 2020) foi um muralista mexicano. 

## Biografia
Estudou na Escola Nacional de Belas Artes (Academia de San Carlos), 1953-1958, onde conheceu a Diego Rivera.
Morreu no dia 10 de junho de 2020 na Cidade do México, aos 87 anos, em decorrência de um câncer.

## Obras
- El Despertar de la Humanidad.
- Entrada triunfal de Benito Juárez a la Ciudad de México el 15 de julio de 1867 acompañado de su gabinete., 1968 e Juárez, símbolo de la República contra la Intervención Francesa, 1972, localizados no Castelo de Chapultepec.
- Madero: La revolución de 1910.
- México y los recursos del mar.
- Historia de la Medicina en México.[4]